# Bakau Aceh
Bakau Aceh is een bestuurslaag in het regentschap Indragiri Hilir van de provincie Riau, Indonesië. Bakau Aceh telt 1939 inwoners (volkstelling 2010).